# Garruchos (ort)
Garruchos är en ort i Argentina.   Den ligger i provinsen Corrientes, i den nordöstra delen av landet, 800 km norr om huvudstaden Buenos Aires. Garruchos ligger 80 meter över havet och antalet invånare är 1 152.
Terrängen runt Garruchos är platt. Runt Garruchos är det mycket glesbefolkat, med 5 invånare per kvadratkilometer.. Närmaste större samhälle är Azara, 14,2 km norr om Garruchos.
Trakten runt Garruchos består i huvudsak av gräsmarker.